# Psephenops mexicanus
Psephenops mexicanus là một loài bọ cánh cứng trong họ Psephenidae. Loài này được Arce-Perez & Novelo-Gutierrez miêu tả khoa học đầu tiên năm 2000.